# Karel Červený (kněz)
Karel Červený (12. března 1895 Strýčkovice – 8. května 1986 Praha) byl český duchovní, farář, předseda okrsku a člen první generace duchovních Církve československé.

## Život
Pocházel z učitelské rodiny. Po středoškolských studiích se přihlásil na teologii v Českých Budějovicích. V semináři byl mezi jeho profesory Karel Statečný, pozdější první profesor z Církve československé na Husově československé evangelické fakultě bohoslovecké v Praze. Kněžské svěcení přijal 17. června 1917. Do roku 1919 působil jako kaplan v několika římskokatolických farnostech. Účastnil se reformního hnutí českého katolického duchovenstva. V roce 1919 byl po svém kázání o Mistru Janu Husovi pozván ke kárnému pohovoru na konzistoř, načež se rozhodl službu opustit a odejít do školství na Slovensko. Do Církve československé vstoupil v červenci 1920, farářskou službu začal konat od roku 1924. Postupně sloužil v Kutné Hoře (1924–1925), Brně (1925–1927), Českých Budějovicích (1927–1931) a v Praze na Smíchově (1931–1960), kde po léta vedl pražský okrsek duchovních. Pro svoji důkladnou znalost latinského a řeckého jazyka byl po odchodu do důchodu jmenován lektorem na Husově československé bohoslovecké fakultě v Praze. Patřil k pravidelným dopisovatelům Českého zápasu. V první polovině 70. let vypomáhal v duchovní správě v Praze-Záběhlicích a na Spořilově.